# Sítio do Mandu
O Sítio do Mandu é uma edificação que remonta ao período colonial brasileiro, construída provavelmente no século XVII , localizada na cidade de Cotia, no estado de São Paulo. Diferencia-se das outras construções ainda existentes por apresentar uma varanda posterior e sinais de piso assoalhado, coisa incomum nestas moradas.

## História

### Bandeirantes
As entradas ou bandeiras eram expedições realizadas de forma espontânea ou financiada pela Coroa Portuguesa em direção ao interior do continente. Tais jornadas possuíam os mais diversos objetivos, entre eles o apresamento e controle de índios como força de trabalho, a procura por metais preciosos, o combate a rebeliões de indígenas e escravos negros, entre outros.
As viagens mais famosas e documentadas partiram da capitania de São Vicente, no atual estado de São Paulo.
Em sua exploração do Planalto do Piratininga, os bandeirantes representaram um vetor significativo de avanço em direção ao oeste e de expansão do território brasileiro.

### Luis Saia e a Morada Paulista
Construído provavelmente no século XVII, o Sítio do Mandu é considerado um exemplar característico de casa bandeirista. A teorização sobre esse tipo de construção ganhou força durante a primeira metade do século XX, na qual sucederam diversas manifestações de busca por uma identidade regional, especialmente frente à comemoração do quarto centenário da cidade de São Paulo.
Nesse contexto, se destaca a atuação do arquiteto e chefe regional do Serviço do Patrimônio Histórico Nacional (SPHAN), Luis Saia.
Luis Saia estudou e sistematizou as características de doze casas semelhantes encontradas na cidade de São Paulo e nos municípios vizinhos de Sorocaba, Itaparica da Serra, Cotia e São Roque em uma série de artigos publicados na Revista Acrópole, que depois foram reunidos e publicados no livro “Morada Paulista”, em 1972.
Todas essas casas foram definidas como sedes de fazenda, de configuração térrea, situadas em um ponto à meia altura da paisagem. As construções se assentariam sobre uma plataforma, com paredes realizadas em taipa de pilão e cobertas por um telhado de quatro águas. A planta seria sempre retangular, contendo alpendre, capela, quartos de hóspedes, um salão central, alcovas para os moradores e outras peças auxiliares. Devido à inclinação adotada nos telhados, alguns desses cômodos poderiam ser forrados para que se pudesse aproveitar o espaço entre forro e telhado como sobrado.
Com base na investigação dos monumentos encontrados, Luis Saia teceu teorias acerca do modo de vida de seus usuários e das razões para as soluções encontradas. Suas análises levaram a uma interpretação diferenciada da figura do bandeirante e sobre seu papel na formação de uma cultura paulista. Esse pensamento justificou na época a valorização histórica dessas edificações, que passaram a ser tratadas como patrimônio e tiveram exemplares restaurados e protegidos por tombamento.

### Tombamento e restauro
A casa foi tombada em 1961 pelo IPHAN e em 1974 pelo CONDEPHAAT. Deve-se ao arquiteto Eduardo Kneese de Mello a descoberta da casa em meio à propriedade adquirida por sua família. O sítio do Mandu havia sido comprado por seu pai, Horácio de Melo, em 5 de Dezembro de 1946, do senhor Kenshima Komatsu, que o comprou de Roberto Galhego em 4 de Dezembro de 1926.
Em uma carta à Júlio Katinsky , Kneese de Mello relata a “existência de um casarão da taipa do tipo das casas ‘bandeiristas’ do  Butantã e do Caxingui” e a realização de uma visita de reconhecimento do lugar na companhia de Luis Saia, Vilanova Artigas e Mário de Andrade.
Em 1962, foi empreendida a restauração da casa a partir do reforço estrutural das paredes e da troca de peças de madeira das esquadrias e da cobertura. Foram realizadas outras intervenções nos anos 80 e 90, e a conclusão definitiva do restauro foi iniciada em 2002.
Em 2014, o Instituto do Patrimônio Histórico e Artístico Nacional-IPHAN, realizou outras ações de manutenção e conservação da edificação da casa bandeirista do Sítio do Mandu. Estas atividades envolveram a revisão da cobertura, telhado e madeiramentos, controle de pragas, preparação e realização de estucamento nas argamassas, em pontos deficientes.

## Características
Trata-se de uma casa rural de configuração térrea e planta retangular e alpendres reentrantes nas elevações principal e de fundos. A casa tem quatro quartos, duas varandas, uma em sua fachada, outra nos fundos e um quarto de hóspedes.
Suas paredes são autoportantes, construídas em taipa de pilão e pau-a-pique. Há um pequeno número de aberturas, e estas são estruturadas com vergas e contravergas de madeira, sendo as janelas dotadas de grades. O telhado de quatro águas possui estrutura de madeira, que se apoia sobre as paredes de taipa. A inclinação da cobertura é mais acentuada no centro e mais suave em direção aos beirais, de modo que visualmente forma uma curva. O espaço remanescente entre o telhado e o forro foi utilizado como sobrado.
A planta possui divisões ortogonais e regulares, que podem ser organizadas em três faixas. Na estrutura do desenho não há corredores, os cômodos se abrem diretamente uns para os outros criando espaços centrais distribuidores.
Na primeira faixa há três divisões formando dois compartimentos nas laterais que se abrem para um alpendre no centro. Essas peças laterais não se comunicam com o interior da casa.
Na segunda faixa há um salão central, desprovido de janelas ou claraboias, que dá acesso à quatro alcovas (duas a cada lado) de maneira direta. Dois desses compartimentos possuem escadas que levam ao sobrado.

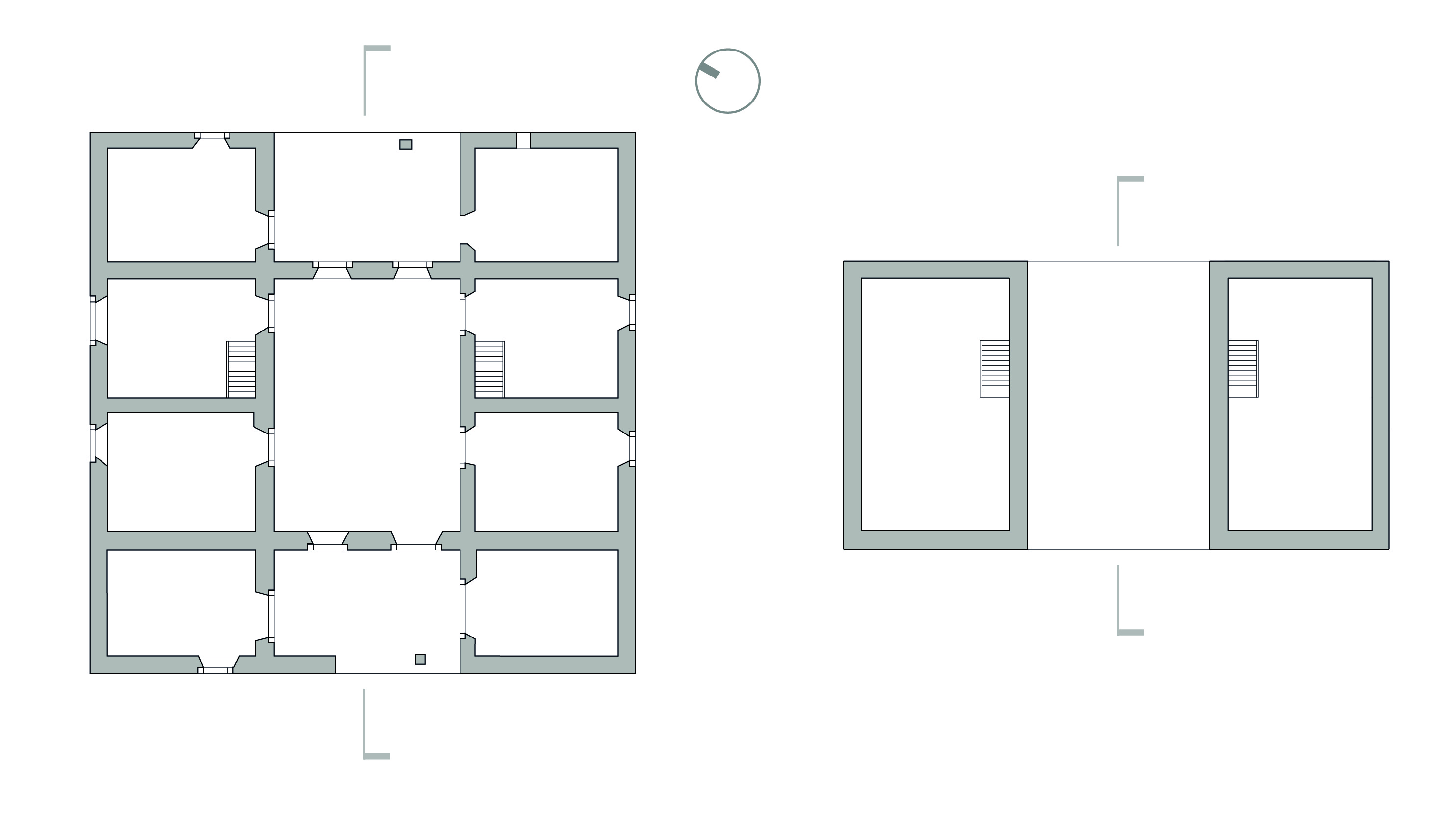
Sítio do Mandu: Planta baixa e Sobrado

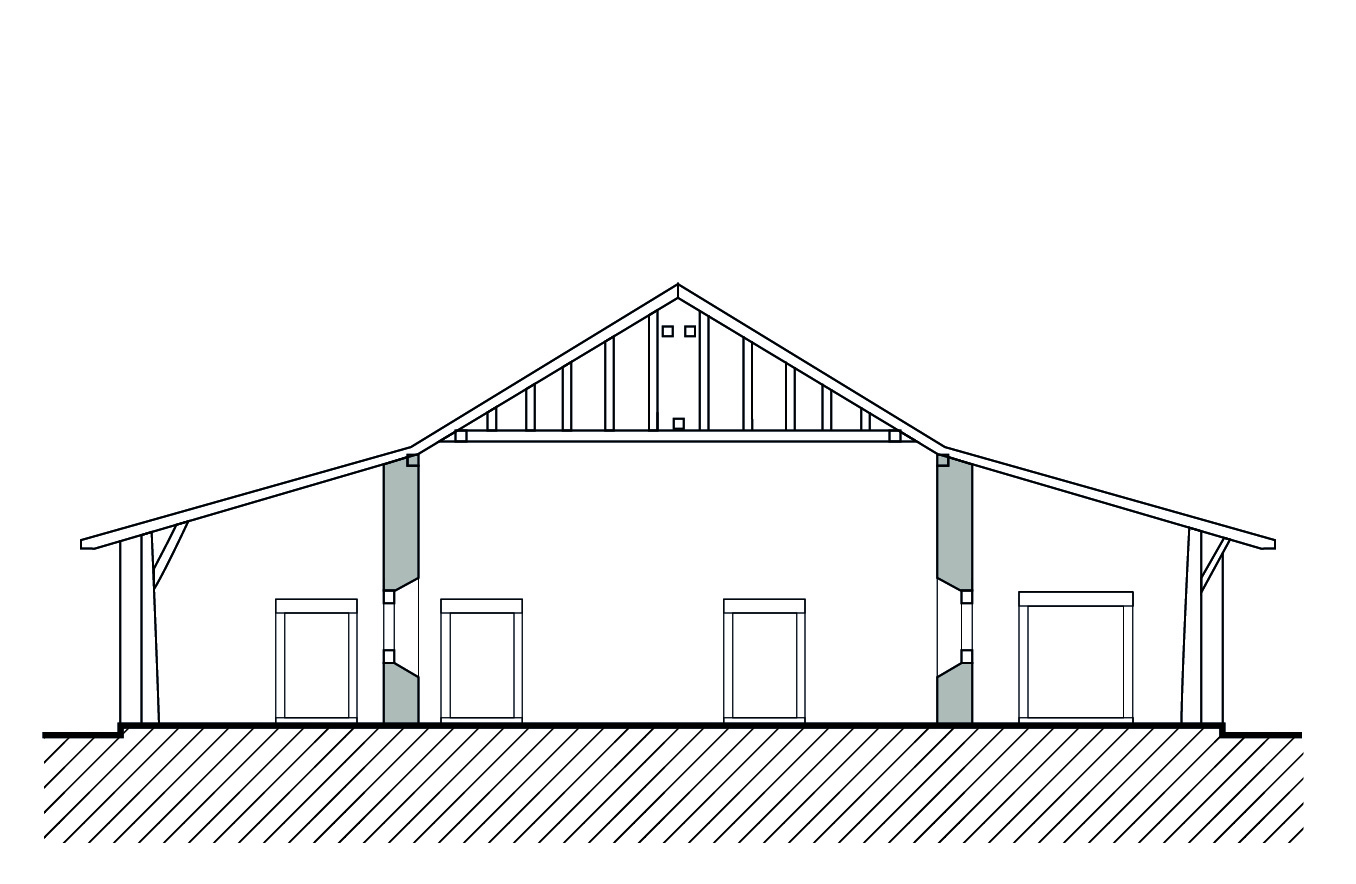
Sítio do Mandu: Cortes

Na terceira faixa se repete o esquema da primeira: um alpendre central com duas peças laterais.
De uma maneira geral, a atribuição de funções específicas a cada um desses ambientes não pode ser realizada de maneira precisa, visto que não há documentação de seu uso ou presença de mobiliário que possa comprovar esse tipo de suposição. Sabe-se que um dos compartimentos da porção frontal localizada ao lado do alpendre, funcionava como capela, tendo sido encontrados um altar e vestígios de decoração religiosa no forro. Em sua cúpula do altar-mor existe uma pintura seiscentista.

## Situação atual
O Sítio do Mandu foi entregue pelo IPHAN à prefeitura da cidade de Cotia no ano de 2006 e está aberto à visitas monitoradas pelo Departamento de Turismo. Atualmente, participa do Circuito Turístico Paulista Taypa de Pilão.
Também recebe exposições como a “Expo Mandú Mandou Bem” que ocorreu em agosto de 2019, realizada pelos alunos do curso de Gestão Empresarial da Fatec, com o apoio do Prefeito Rogério Franco, da Secretaria de Turismo coordenada pelo secretário José Genival dos Santos e do Iphan (instituto do Patrimônio Histórico e Artístico Nacional). Na exposição foi retratada um pouco da história bandeirista no local e na região de Cotia. Este foi o primeiro evento, porém o objetivo é incentivar outros em parceria com a iniciativa privada como forma de conscientizar a população sobre a preservação de seu patrimônio histórico e ampliar a visitação no Sítio do Mandu.

## Leituras adicionais
- Casas Bandeiristas
- GOES, Synesio Sampaio. Navegantes, Bandeirantes, Diplomatas: Aspectos da descoberta do continente, da penetração do território brasileiro extra-Tordesilhas e do estabelecimento das fronteiras da Amazônia. Brasília, 1991.
- LOWANDE, Walter Francisco Figueiredo. Luís Saia e a evolução arquitetônica regional: da morada paulista às práticas de proteção ao patrimônio cultural nacional. Risco: Revista de Pesquisa em Arquitetura e Urbanismo (Online), São Carlos, n. 18-19, p. 41-60, dec. 2014. ISSN 1984-4506. Disponível em: <http://www.journals.usp.br/risco/article/view/116975>. Acesso em: 13 apr. 2017.
- MAYUMI, Lia. Taipa, canela preta e concreto: Um estudo sobre a restauração de casas bandeiristas em São Paulo, São Paulo, 2005
- Portal do Iphan: Restauro do Sítio do Mandu
- SAIA, Luís. Morada Paulista. 3ª ed. – São Paulo: Perspectiva, 2005.